# Dušan Kuciak
Dušan Kuciak (* 21. Mai 1985 in Žilina, Tschechoslowakei) ist ein slowakischer Fußballspieler. Er steht momentan bei Raków Częstochowa in der polnischen Ekstraklasa unter Vertrag.

## Karriere

### Verein
Dušan Kuciak begann seine Profikarriere 2001 im Alter von 16 Jahren beim FK AS Trenčín. Da er zumeist nur auf der Bank saß, wechselte er zwei Jahre später zum slowakischen Meister MŠK Žilina, der einen aufstrebenden Nachwuchstorhüter suchte. Dort bekam er mehr Einsatzzeiten und bestritt zwischen 2003 und 2008, unterbrochen nur von einem kurzen Gastspiel beim englischen Klub West Ham United an den er 2005 ausgeliehen wurde, insgesamt 89 Spiele.
Im Jahr 2008 wechselte er nach Rumänien zum FC Vaslui. Hier erreichte er 2010 das Pokalfinale und mit einem dritten Platz am Ende der Saison 2010/11 die Qualifikation zur Champions League. Anschließend verließ er den Klub und schloss sich dem polnischen Erstligisten Legia Warschau an. Hier gewann er insgesamt drei Mal die nationale Meisterschaft sowie vier Mal den Pokal.
Im Februar 2016 wechselte Kuciak zum englischen Zweitligisten Hull City. Dort ist er die Nummer drei hinter David Marshall und Eldin Jakupović. Nachdem er für Hull zu keinem Einsatz gekommen war, kehrte er Anfang Februar 2017 nach Polen zurück, wo er sich Erstligist Lechia Gdańsk anschloss. Dort gewann er in den folgenden Jahren zwei weitere Titel und im April 2024 lieh ihn der Verein bis zum Saisonende an den Ligarivalen Raków Częstochowa aus. Im Sommer wechselte er fest nach Częstochowa und unterzeichnete einen Einjahresvertrag.

### Nationalmannschaft
Am 10. Dezember 2006 bestritt Kuciak sein erstes A-Länderspiel gegen die Vereinigten Arabischen Emirate. Mit der Slowakischen Nationalmannschaft qualifizierte er sich für die WM 2010 in Südafrika. Dort war er Ersatztorhüter hinter Ján Mucha.
Zur Fußball-Europameisterschaft 2021 wurde er in den slowakischen Kader berufen, kam aber mit diesem nicht über die Gruppenphase hinaus. Wie schon bei der Weltmeisterschaft 2010 kam er auch hier zu keinem Turniereinsatz und wurde seitdem nicht mehr nominiert.

## Titel und Erfolge
- Slowakischer Meister: 2007
- Polnischer Pokalsieger: 2012, 2013, 2015, 2016, 2019
- Polnischer Meister: 2013, 2014, 2016
- Polnischer Superpokalsieger: 2020